# Curly Armstrong
Paul Carlyle "Curly" Armstrong (Fort Wayne, Indiana, 1 de noviembre de 1918-6 de junio de 1983) fue un jugador y entrenador de baloncesto estadounidense que disputó tres temporadas entre la BAA y la NBA, además de jugar previamente en la NBL. Como entrenador, dirigió durante una temporada a los Fort Wayne Pistons. Con 1,80 metros de estatura, lo hacía en la posición de escolta.

## Trayectoria deportiva

### Universidad
Jugó durante 4 temporadas con los Hoosiers de la Universidad de Indiana, a los que ayudó a ganar su primer Torneo de la NCAA en 1940, derrotando en la final a la Universidad de Kansas por 60-42. Fue el máximo anotador del equipo ese año, promediando 8,9 puntos por partido, siendo incluido en el mejor quinteto de la Big Ten Conference.

### Profesional
Comenzó su andadura profesional en 1941 con los Fort Wayne Pistons, entonces en la NBL, trayectoria que se vio interrumpida por el servicio militar. Regresó en 1945, y en 1948 el equipo se inscribió en la BAA, finalizando su primera campaña en la máxima competición promediando 7,3 puntos y 2,0 asistencias por partido.
Jugó dos años más con los Pistons, ya en la NBA, retirándose al término de la temporada 1950-51.

### Entrenador
En la temporada 1948-49, tras el mal comienzo de Carl Bennett como entrenador en los Fort Wayne Pistons, que perdió los primeros 6 partidos, se hizo cargo del equipo como jugador-entrenador durante el resto de la temporada, logrando 22 victorias y 32 derrotas.

## Estadísticas de su carrera en la BAA y la NBA

### Temporada regular
| Año     | Equipo     | PJ  | %TC  | %TL  | RPP | APP | PPP |
| ------- | ---------- | --- | ---- | ---- | --- | --- | --- |
| 1948–49 | Fort Wayne | 52  | .306 | .698 | –   | 2.0 | 7.3 |
| 1949-50 | Fort Wayne | 63  | .279 | .705 | –   | 2.8 | 7.3 |
| 1950-51 | Fort Wayne | 38  | .310 | .644 | 2.3 | 2.0 | 5.3 |
| Total   | Total      | 153 | .295 | .692 | 2.3 | 2.3 | 6.8 |

### Playoffs
| Año   | Equipo     | PJ | %TC  | %TL   | RPP | APP | PPP |
| ----- | ---------- | -- | ---- | ----- | --- | --- | --- |
| 1950  | Fort Wayne | 3  | .182 | .250  | –   | 2.0 | 3.0 |
| 1951  | Fort Wayne | 3  | .368 | 1.000 | 2.3 | 1.7 | 5.0 |
| Total | Total      | 6  | .268 | .400  | 2.3 | 1.8 | 4.0 |